# Хесус Руеда
Хесус Руеда Амбросіо (ісп. Jesús Rueda Ambrosio, нар. 19 лютого 1987, Бадахос) — іспанський футболіст, центральний захисник клубу «Логроньєс».

## Ігрова кар'єра
Народився 19 лютого 1987 року в Бадахосі. Вихованець футбольної школи клубу «Реал Вальядолід». Дорослу футбольну кар'єру розпочав 2005 року в другій команді того ж клубу. З 2008 року почав потрапляти до заявки головної команди клубу, утім виходив на поле у її складі лише епізодично, взявши участь за сезон 2008/09 лише у трьох іграх Ла-Ліги.
Сезон 2009/10 відіграв у Сегунді за «Кордову», після чого повернувся до рідного клубу, основна команда якого також вже на той час понизилася в класі. За два роки, у 2012, допоміг «Реал Вальядоліду» повернутися до елітного дивізіону, де відіграв у його складі ще два сезони, після чого ще протягом року грав за нього знову у Сегунді.
2015 року перебрався до Ізраїлю, ставши гравцем «Бейтара» (Єрусалим), у складі якого протягом двох сезонів був ключовим центральним захисником. Влітку 2017 перейшов до кіпрського клубу АПОЕЛ, з яким протягом двох наступних років ставав чемпіоном Кіпру, хоча сам іспанець був здебільшого запасним гравцем.
2019 року повернувся на батьківщину, де грав спочатку за друголігову «Екстремадуру», а згодом за третьоліговий «Хімнастік» (Таррагона).
Влітку 2021 року досвідчений захисник став гравцем «Логроньєса», також представника Сегунди Б.

## Титули і досягнення
- Чемпіон Кіпру (2):

АПОЕЛ: 2017-2018, 2018-2019